# François Roboth
François Roboth, né le 30 août 1936, est un journaliste français professionnel, originellement reporter-photographe, animateur TV, rédacteur en chef, responsable de service (presse, édition), chroniqueur gastronomique.

## Biographie
En août 1960, il participe dans la région de Colomb Bechar, au Sud de l'Algérie, à l'« ultra fantaisiste » expédition SOS Sahara, qui étudie la survie en condition extrême dans les zones arides, en compagnie du très jeune Raymond Depardon, lui aussi photojournaliste de l'agence Dalmas.
Prenant le risque d'adresser les pellicules anonymement à Louis Dalmas, 100 rue de Richelieu, Paris, depuis une zone militaire secrète abritant la première station spatiale française opérationnelle de tirs de fusées, il légende ses films et ceux de Raymond Depardon. Celui-ci, accompagnant un groupe de secours, a eu la «chance» de photographier trois des militaires rescapés in extremis de la base de tirs d'Hammaguir : les seuls survivants d'une chasse à la gazelle non autorisée, au cours de laquelle quatre appelés du contingent meurent par déshydratation. Pour ce tragique reportage, publié dans France Soir le samedi 27 août 1960, puis dans Paris Match, Raymond Depardon obtiendra seul le «grand prix du reportage».
À partir de 1973, François Roboth dirige le service photo et archives textes du groupe de presse Week-end publications qui diffuse l'hebdomadaire hippique Week-end, le mensuel L'Actualité hippique, ainsi que les hebdomadaires Spécial Dernière et Hit Magazine (ce dernier enregistre un tirage de plus d'un million d'exemplaires). Il signe aussi des photos illustrant les pochettes de disques de Thierry Le Luron, de Pierre Perret et de plusieurs autres artistes. Des éléments de ses photo-reportages concernant les événements de mai 1968 apparaissent dans l'ouvrage 22, accompagnés de légendes de Jean-Pierre Mogui, aux éditions Balland. Ensuite, devenu photographe au Figaro Magazine et Madame Figaro, il finit par s'éloigner délibérément de la photo pour collaborer comme rédacteur reporter à ces mêmes titres, ainsi qu'au Figaro TV et au Figaro quotidien. Il retrouve cependant ses appareils photo de temps à autre, cadrant les Gipsy Kings à Saint-Tropez, Joël Robuchon à Giverny, Pierre Perret en cuisine ou dans sa piscine. À la télévision française, parallèlement, sur l'unique "Première Chaîne" (en noir et blanc), il rejoint son ami Thierry Le Luron et l'équipe de l'émission dominicale de variétés, avec Jean-Pierre Mogui à nouveau : Le Luron du dimanche. Toujours en direct sur Antenne 2, il intervient dans l'équipe du 18 h 30-20 h Une fois par jour, conduite par Claude Sérillon en 1990.

### Quand c'est bon...

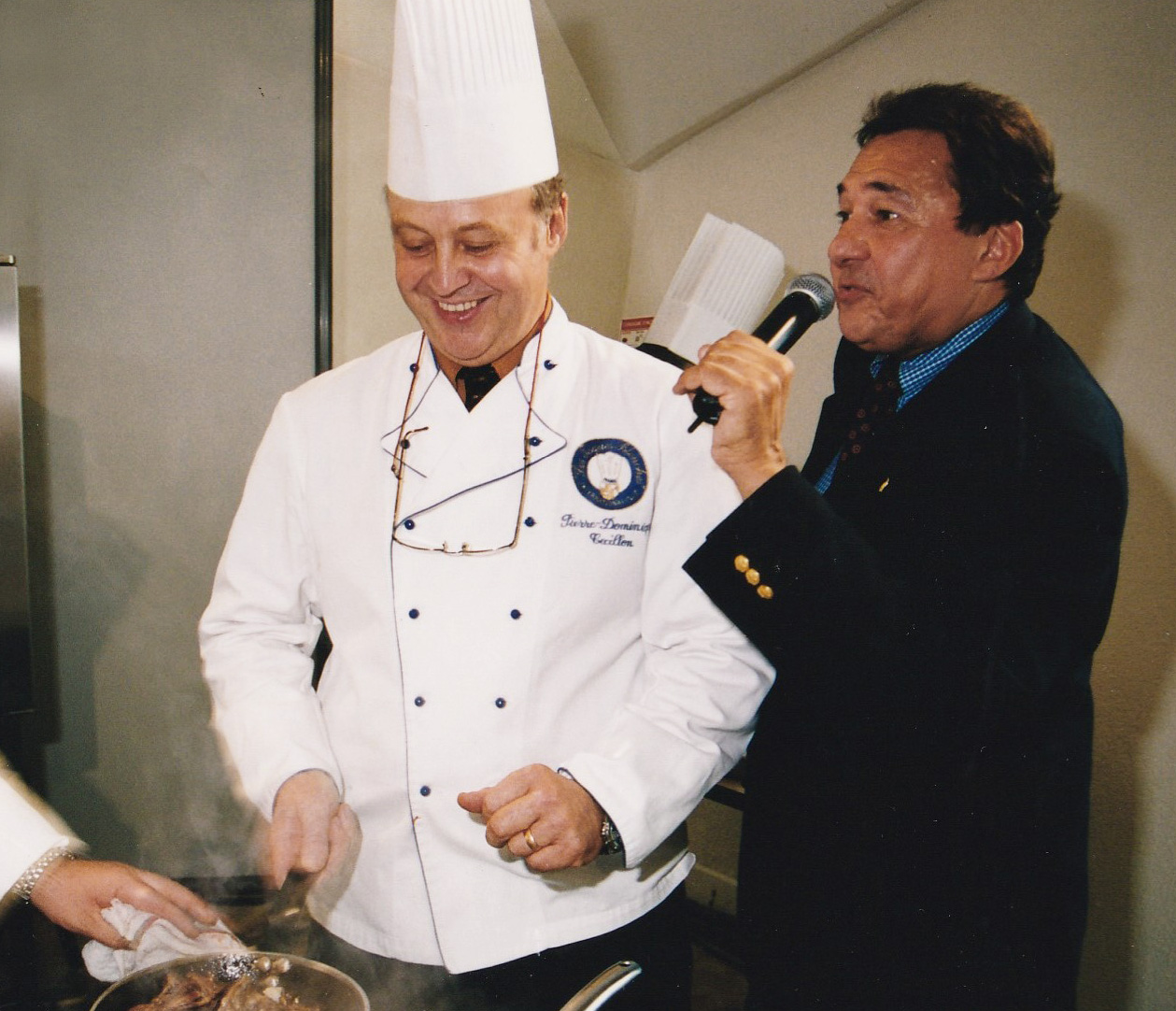
François Roboth avec le chef Pierre-Dominique Cécillon au salon de la Gastronomie du Festival international de géographie en 2001.

De 1987 à 1990, le samedi, de 12h15 à 12h30, François Roboth est  le programmateur solo, le présentateur, l'animateur sur France 3 de Quand c'est bon ?... Il n'y a pas meilleur !. 
Des cuisiniers de toutes générations y participent, plusieurs peu connus, d'autres célèbres et réputés (Paul Bocuse, Pierre Troisgros, Joël Robuchon, Michel Oliver, Jean Delaveyne, Alain Dutournier Alain Senderens, Bernard Loiseau, Henri Faugeron, Jacques Le Divellec, Michel Kerever, Jacques Faucher), des cuisinières "cordon-bleu" (Adrienne Biasin, dite "la Vieille", Léa Linster, Bocuse d'or 1989), ainsi que des pâtissiers, tel Gaston Lenôtre, des auteurs d'ouvrages culinaires (Monique Pivot, auteur d'un livre de recettes chez Nathan, future directrice du magazine GaultMillau), des gens de spectacle épris de gastronomie, des vedettes passionnées de cuisine Pierre Perret, Rika Zaraï, Régine, Henri Salvador, Jean Yanne, Jacques Martin, Carlos, Georges Moustaki. 

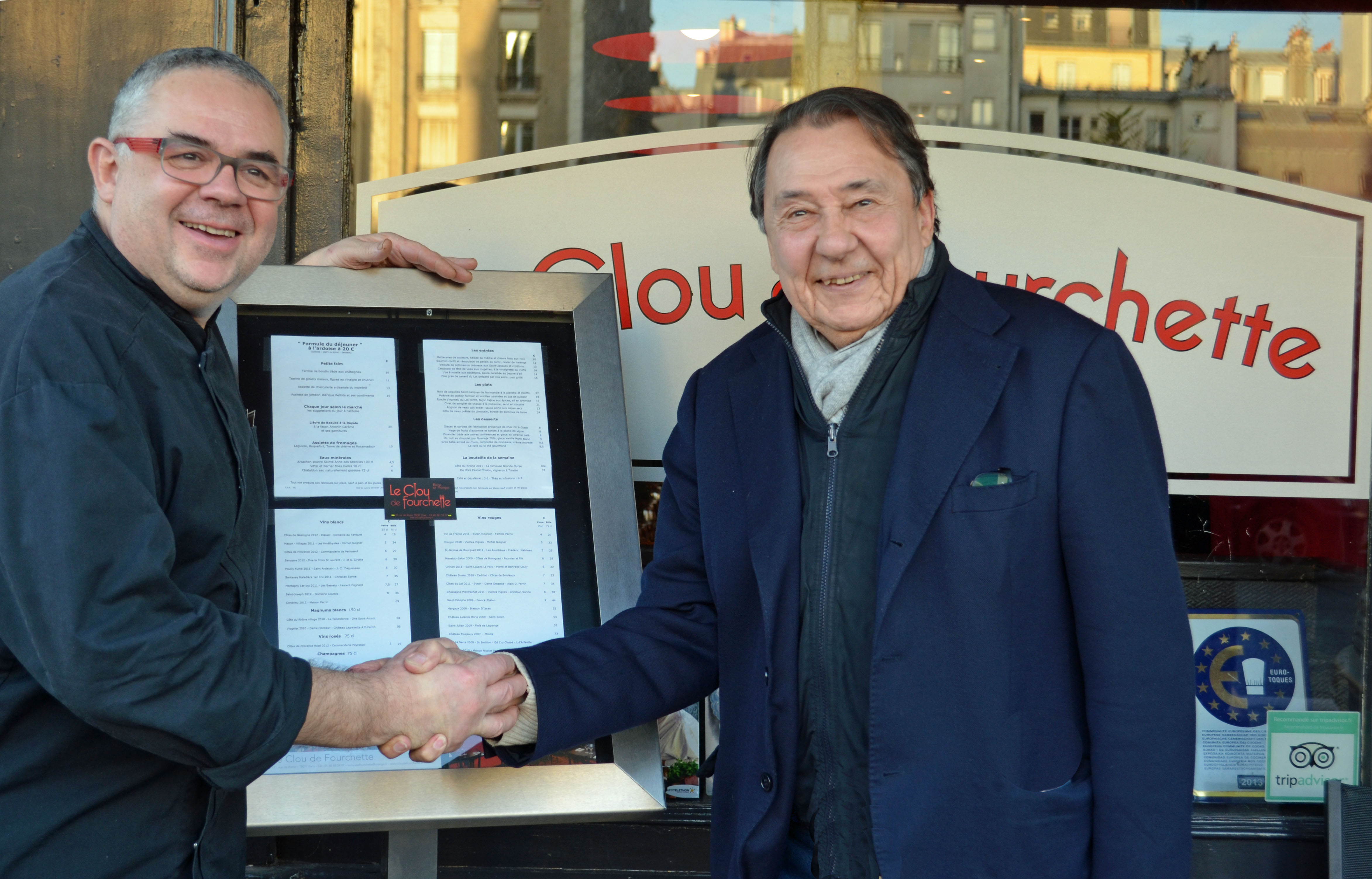
François Roboth avec le cuisinier restaurateur Christian Leclou (Le Clou de Fourchette, rue de Rome, à Paris). Poignée de main après une dégustation organisée par l'AAAAA, fin 2013.

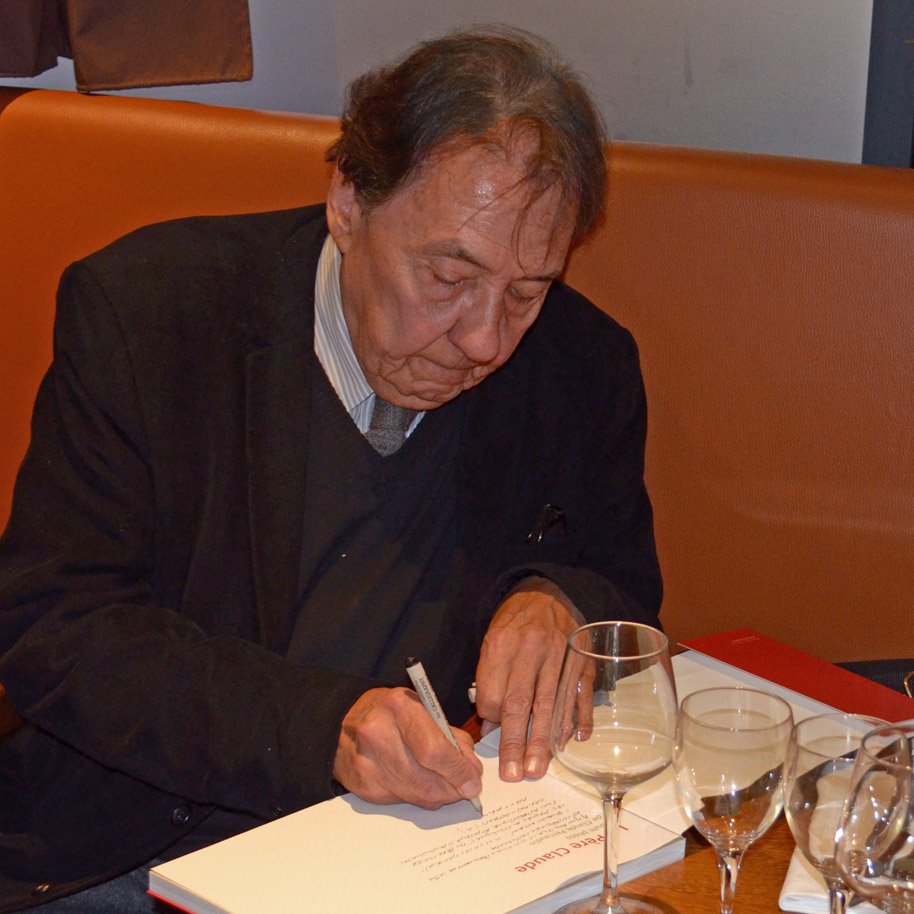
Signature chez le Père Claude du gros album de photos (en majorité de Claude Perraudin) dont il est co-auteur.

Cette série d'émissions culinaires, avec l'élaboration de recettes simples, faciles et bon marché, est jusqu'à présent la seule de la télévision française enregistrée en direct (sans montage PAD). 
La centième émission est fêtée avec l'humour de Jean Yanne, le talent de Joël Robuchon et de nombreux invités.
De 2006 à 2012, François Roboth est le chef du service Consommation, gastronomie, grands chefs du quotidien France-Soir, avec la publication de plusieurs scoops sur le Guide Michelin. Il publie par exemple le 17 janvier 2007 les surprises du Guide Michelin de cette année-là, dont la troisième étoile attribuée à Anne-Sophie Pic. En 2009 et 2010, trois mois à l'avance, le classement intégral des "chefs étoilés".
Il contribue à l'ouvrage Carré d'Art : Barbey d'Aurevilly, Byron, Dali, Hallier , de Jean-Pierre Thiollet, présenté en juin 2008 à La Closerie des Lilas.
Ancien rédacteur en chef du Maxiguide Hachette France (collaborateur du Guide Hachette des vins), il est depuis la fin des années 1970, le secrétaire général de la 5A (l'Association amicale des amateurs d'andouillette authentique). Il est chevalier du Mérite agricole et titulaire des Palmes académiques.
En 2015, François Roboth aide son ami restaurateur Claude Perraudin à mettre en ordre un important album de photos «très parisiennes et gastronomiques» du Père Claude, qui aime photographier ses clients célèbres et bons vivants. Avec les doubles préfaces du chef cuisinier Pierre Troisgros et de  Jean-Loup Dabadie de l'Académie française, François Roboth en rédige l'introduction-biographie et les légendes.